# Othmar Crusiz
Othmar Crusiz (* 1. Juli 1890 in Görz, Küstenland; † 21. August 1966 in Laßnitzhöhe bei Graz) war ein österreichischer Beamter. Er bekleidete zuletzt vom 1. März 1950 bis zum 31. Dezember 1955 den Posten des Grazer Landesamtsdirektors.

## Leben
Er absolvierte 1909 im Stiftsgymnasium St. Paul im Lavanttal seine Matura. Am Ersten Weltkrieg nahm er als Reserveoffizier teil und wurde 1918 als Oberleutnant i. d. Reserve des Feldartillerie-Regiments Nr. 6 mit dem Militärverdienstkreuz III. Klasse mit der Kriegsdekoration und den Schwertern ausgezeichnet. Danach entschied er sich für das Studium der Rechtswissenschaften an der Universität Graz (Karl Franzens-Universität), welches er mit der Promotion abschloss. 1941 kaufte er mit seiner Frau Elisabeth, einer Tochter des Obermedizinalrates Eduard Miglitz, die Sonnenvilla in Laßnitzhöhe. 1919 hatte er die Beamtenlaufbahn im Land Steiermark eingeschlagen, in der er bis zum Grazer Landesamtsdirektor und Landesamtspräsidenten aufstieg. Er war auch Präsident der Steiermärkischen Sparkasse und vom 6. Dezember 1956 bis zu seinem Tode Präsident des Steirischen Roten Kreuzes. 1955 wurde ihm das Große Goldene für Verdienste um die Republik Österreich verliehen und am 11. Februar 1966 als ehemaliger Lehrbeauftragter die Ehrensenatorwürde der Karl-Franzens-Universität Graz. Er verstarb am 21. August 1966 in Laßnitzhöhe, die Sonnenvilla blieb in Familienbesitz, bis sie an Roberta Knie und Judy Bounds Coleman verkauft wurde.

## Familie
Othmar Crusiz wurde als Sohn des k. k. Oberoffizials des Hauptzollamtes in Triest Eugen Crusiz (1851–1919) und der Anna Edlen von Emperger (1855–1929) geboren. Aus Othmar Crusiz' Ehe mit Elisabeth "Else" Miglitz (1897–1976) ging die Tochter Ilse hervor, welche sich mit dem Arzt Wilfried Kutschera vermählte.

## Auszeichnungen
- 1918: Militärverdienstkreuz 3. Klasse mit der Kriegsdekoration und den Schwertern
- Offizierskreuz des österreichischen Verdienstordens
- 1955 Großes Goldenes Ehrenzeichen für Verdienste um die Republik Österreich